# Max Tau
Max Tau (Beuthen, 1897. január 19. – Oslo, 1976. március 13.) német-zsidó, később norvég szerző, könyvkiadó, irodalmi szerkesztő és író.

## Élete
Saját bevallása szerint „zsidó-német szimbiózisban” nőtt fel. Kielben tanult. A Harmadik Birodalom elől Norvégiába, majd mikor az ország német megszállás alá került, Svédországba menekült. A háború után, Norvégiába visszatérve, fontos szerepe volt a norvég-német kapcsolat újjáépítésében.